# Jonathan Franco
Jonathan Francisco Franco González (ur. 26 lipca 2003 w mieście Gwatemala) – gwatemalski piłkarz występujący na pozycji defensywnego pomocnika lub środkowego obrońcy, reprezentant Gwatemali, od 2022 roku zawodnik Municipalu.